# Cheng Yizhong
Cheng Yizhong (Chinees: 程益中) (3 april 1965) is een Chinees journalist uit Huaining (Anqing, Anhui).

## Leven
Na de voltooiing van zijn studie aan de Sun Yat-sen-universiteit in Guangdong in 1989 trad Cheng toe als literair redacteur van het officiële nieuwsblad van de Communistische Partij van Guangdong, de Nanfang Ribao.
In 1997 zette hij de eerste volledig commerciële krant van China op, de Nanfang Dushi Bao. De krant werd een succes en leverde vanaf 1999 winst op, waardoor hij navolging vond in het gehele land.
In 2003 kwam hij in de problemen omdat hij berichtgeving had gebracht over ongerijmd overheidsoptreden in de bestrijding van de opkomende SARS-epidemie. Berichtgeving enkele maanden later over gewelddadig politieoptreden en een sterfgeval in een politiebureau in Kanton zorgden ervoor dat hij bestempeld werd als een vijand van de overheid. De berichtgeving leidde weliswaar tot de opheffing van de shourong qiansong (收容遣送), een repressieve arrestatiewetgeving sinds 1982, maar zorgden er ook voor dat hij vanaf maart 2003 vast kwam te zitten.
Gedurende vijf maanden werden hij en twee van zijn collega's, Yu Huafeng en Li Minying, zonder proces vastgehouden. Bij hun vrijlating werd hen verboden hun journalistieke nieuwstaken weer op te pakken.
Sinds 2006 werkt hij als uitvoerend producent voor de Chinese versie van Sports Illustrated, en sinds 2009 adjunct-directeur voor publicaties voor Oost-ondernemers van de uitgever Moderne Media Holding.

## Onderscheiding
In 2005 ontving Cheng de Guillermo Cano Internationale Prijs voor Persvrijheid van de UNESCO uit handen van directeur-generaal Koïchiro Matsuura. Jurivoorzitter Kavi Chongkittavorn verklaarde: "Cheng vertegenwoordigt Chinese journalistiek op zijn best; hij spreekt zich uit voor de zwakkeren en onderzoekt te sterkeren. Zijn moedige openhartigheid heeft bijgedragen in het verhogen van publieke bewustzijn in China."